# Татарский Сыромяс
Татарский Сыромяс — село в Сосновоборском районе Пензенской области в составе Маркинского сельсовета. 
Находится у истока реки Айвы.

## История
Названо по реке Сыромяс (притоку Айвы) и этническому составу населения. В отказных книгах Саранского уезда за 1684 год содержатся сведения об отказе «темниковским мурзам и татарам Ишею Байгиндину и Акмаметю Чепкунову с товарищами (всего 72 человекам) по 25-50 четвертей в каждом из трех полей и по 250—500 копен сенных покосов на реках Айве и Сыромясе». В феврале 1688 года здесь же отказаны земли Алкайке Токбулатову, которые он выменял у темниковцев Бибая и Симая Бикбулатовых.
В 1748 году — татарская деревня Сыромяс Засурского стана Пензенского уезда, 87 ревизских душ. В 1790 году некрещеных мурз и татар, 25 дворов, 17 десятин усадебной земли, 320 десятин пашни, 67 десятин — сенных покосов, 1667 десятин леса (дубового, березового, липового). В 1877 году была одна мечеть. В 1910 году — деревня Сыромясской волости Городищенского уезда, одна община, 211 дворов, мечеть, школа на татарском языке, водяная мельница, кузница, 5 лавок.

## Население
| 1748  | 1782 | 1864 | 1877 | 1897 | 1911  | 1926  |
| ----- | ---- | ---- | ---- | ---- | ----- | ----- |
| 174   | ↘152 | ↗479 | ↗695 | ↗950 | ↗1286 | ↘1276 |
| 1930  | 1939 | 1959 | 1979 | 1989 | 1996  | 2002  |
| ↗1436 | ↘723 | ↘641 | ↘555 | ↘377 | ↘257  | ↘235  |
| 2010  |      |      |      |      |       |       |
| ↘172  |      |      |      |      |       |       |